# Zufahrtsicherungssignal

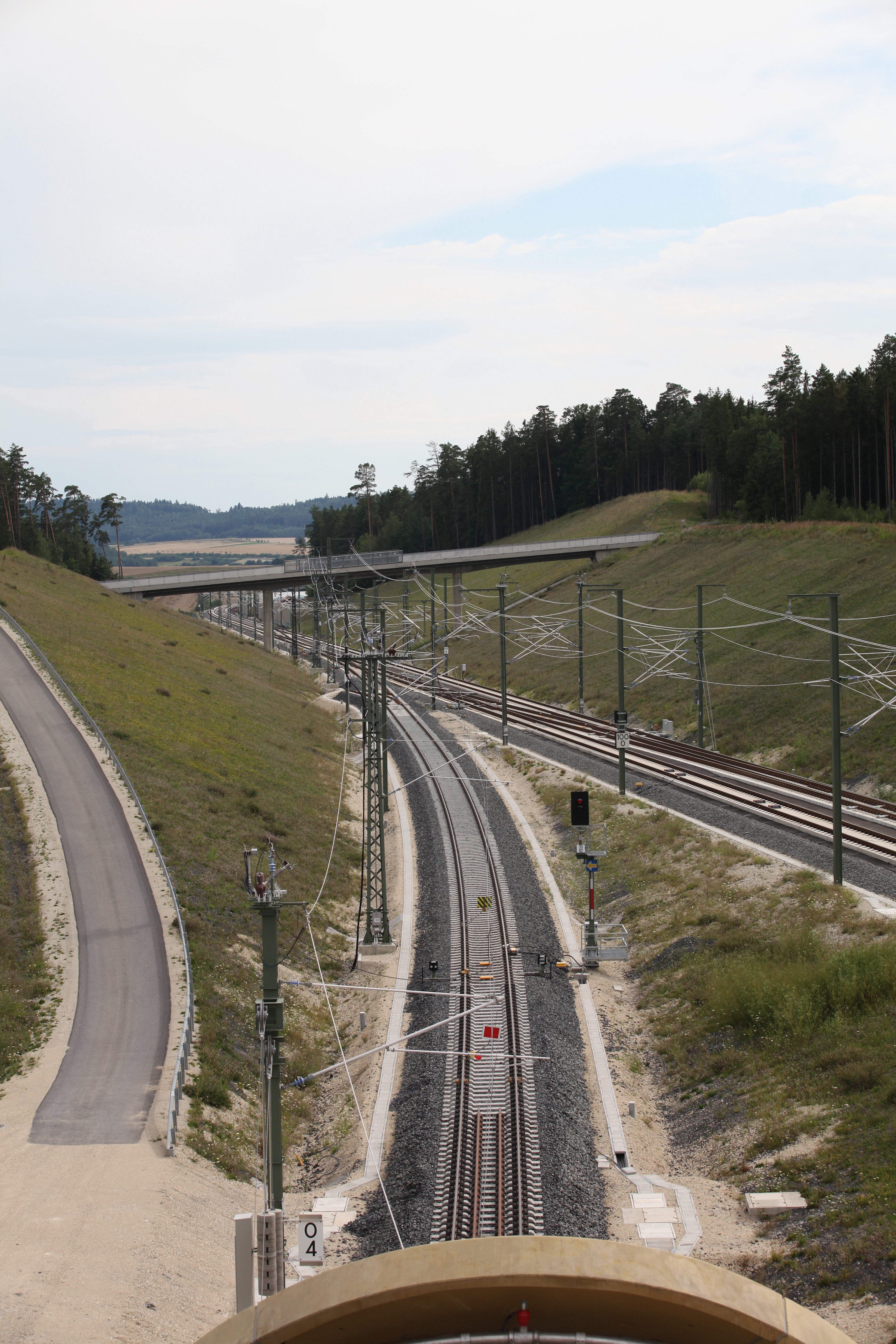
Ks-Hauptsignal als Zufahrtsicherungssignal an der Einmündung der Verbindungskurve Niederfüllbach in die Neubaustrecke Richtung Bamberg

Ein Zufahrtsicherungssignal (teils auch Zufahrtssicherungssignal oder Streckenzufahrtssignal) ist in Deutschland ein Hauptsignal am Beginn von Strecken, die mit ETCS Level 2 ohne Signale (L2oS) ausgerüstet sind. Zweck des Signals ist es, die Einfahrt von Zügen ohne entsprechende Fahrzeugausrüstung in Streckenabschnitte zu verhindern, die nur mit ETCS L2oS ohne zusätzliche PZB ausgerüstet sind. Es kommt in Deutschland nur als Ks-Hauptsignal vor.
Die Signale zeigen für signalgeführte Züge in Richtung der ETCS-L2oS-Strecke stets Hp 0 („Halt“) und werden bei der Annäherung von anzeigegeführten Zügen (ETCS Level 2) dunkelgeschaltet. Für signalgeführte Züge gilt es kraft des Mastschildes auch dann als Haltgebot. Eine Fahrstraße für signalgeführte Züge kommt in Richtung der ETCS-L2oS-Strecke nicht zustande. Folgt nach dem Zufahrtsicherungssignal keine weitere Fahrwegverzweigung mehr, kann das Signal nur den Haltbegriff Hp 0 zeigen oder dunkelgeschaltet sein.
Mit Zufahrtsicherungssignalen wird das Streckenzugangsverbot von nicht mit ETCS-Fahrzeuggeräten ausgerüsteten Zügen auf reinen ETCS-Strecken umgesetzt. Entlang der ersten ETCS-L2oS-Strecken (VDE 8.1 und 8.2) sind Zufahrtsicherungssignale in folgenden Bereichen vorhanden: Gröbers, bei Halle (Saale), in Erfurt Hbf, den Coburger Verbindungskurven Niederfüllbach und Dörfles-Esbach sowie im Betriebsbahnhof Unterleiterbach. Weitere Zufahrtsicherungssignale entstanden für die im Dezember 2022 in Betrieb gegangene Schnellfahrstrecke Wendlingen–Ulm. Im ab 2025 in Betrieb gehenden Digitalen Knoten Stuttgart werden weitere Zufahrtsicherungssignale aufgestellt.

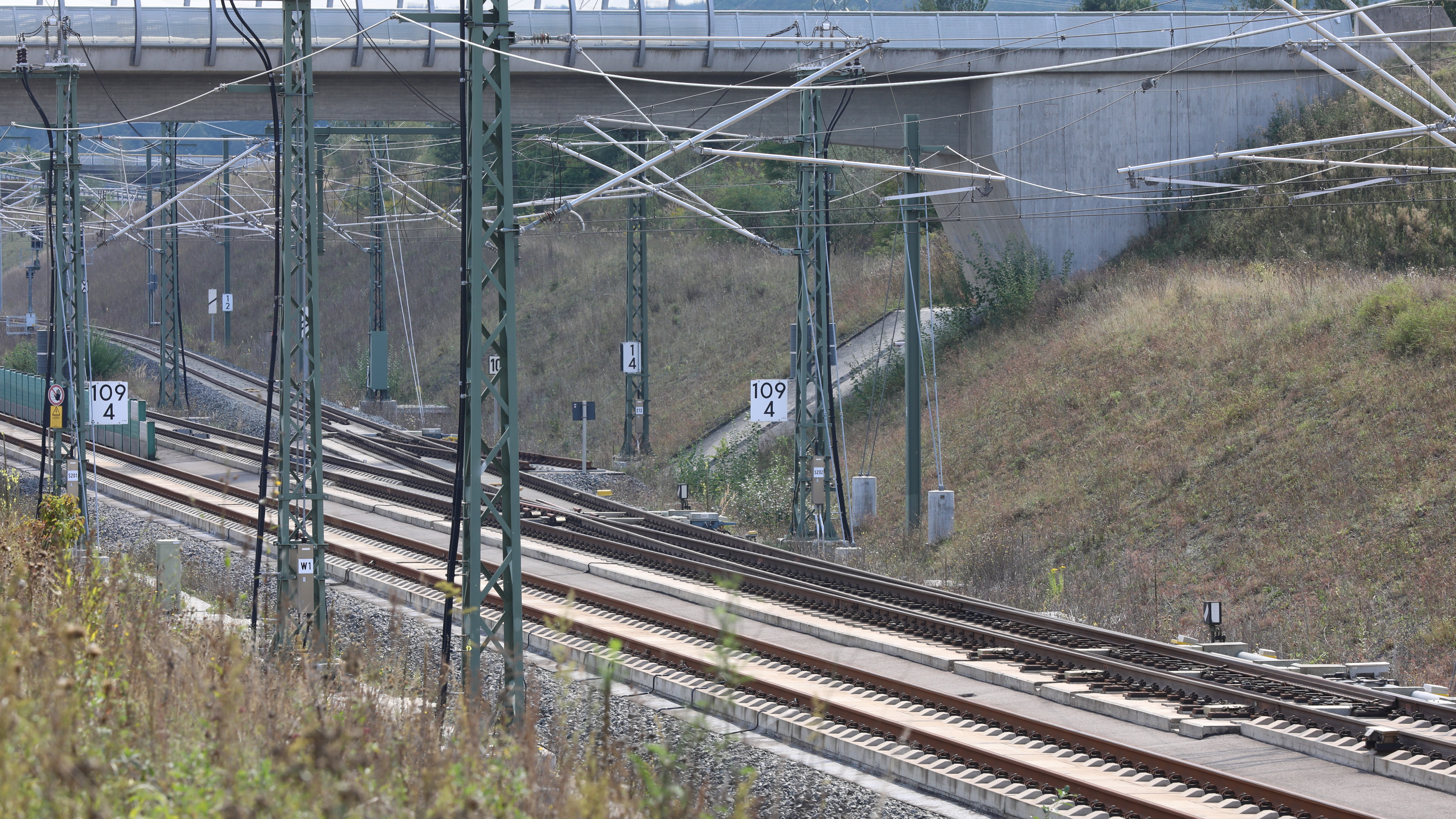
Auf das Zufahrtsicherungssignal folgender PZB-Magnet (rechts der Weiche) an der Verbindungskurve Dörfles-Esbach

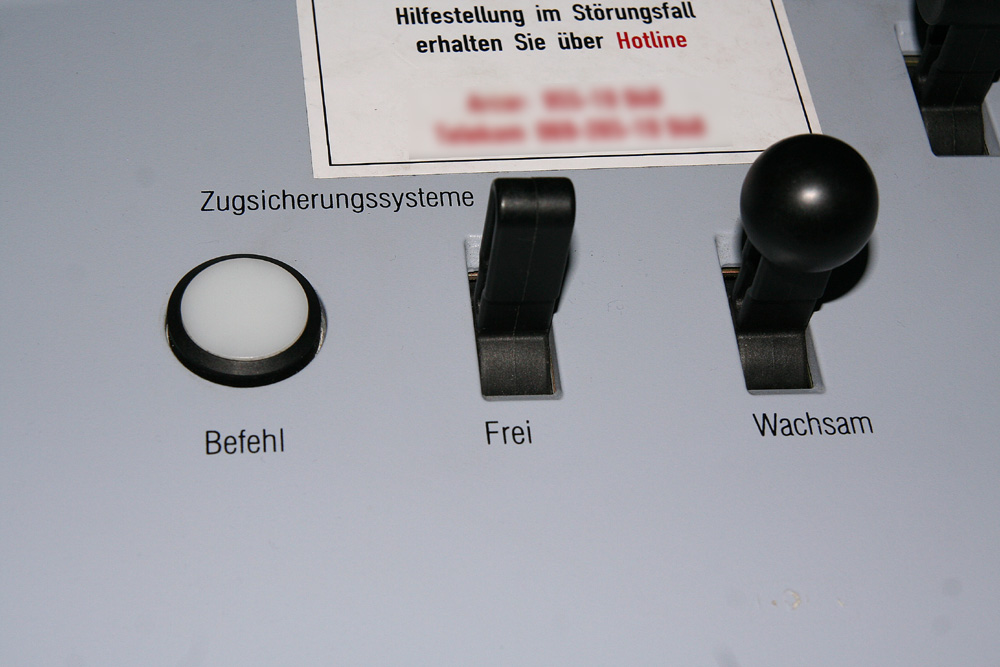
PZB-Befehlstaste (links) auf dem Führerpult eines ICE T

An den Signalen sowie in Abständen von mindestens 250 m und nochmals wenigstens 400 m dahinter befinden sich 2000-Hz-Gleismagnete, mit denen signalgeführte Züge per Zwangsbremsung zum Halten gebracht werden können. Der erste auf das Signal folgende Magnet soll dabei Züge aufhalten, bei denen ein Zwangsbremseingriff am Signal durch eine permanent betätigte PZB-Befehlstaste unterdrückt wird. Da das Fahrzeuggerät die PZB/LZB-Bedienelemente ignoriert, wenn sie über eine Strecke von mehr als 225 m ständig betätigt werden (Grundstellungsüberwachung), würde ein 2000-Hz-Magnet 250 m hinter dem Signal auch einen Zug mit permanent betätigter Befehlstaste anhalten. Der darauf folgende Magnet soll die Sicherheit erhöhen. Darüber hinaus wird an dem Ort, an dem eindeutig eine Einfahrt in einen L2oS-Bereich erfolgt, ein zusätzlicher Datenpunkt (Typ 35) vorgesehen, der bei Fahrzeugen ohne vorhandene und aktive Level-2-Ausrüstung eine Zwangsbremsung (Wechsel nach Betriebsart Trip) ausgelöst. Der aus zwei Festdatenbalisen bestehende Datenpunkt enthält dazu das Paket 41 (Level Transition Order).
Auf den beiden Coburger Verbindungskurven verursachen Zufahrtsicherungssignale Fahrzeitverlängerungen, da Züge Richtung Neubaustrecke erst am vorigen Hauptsignal in die ETCS-Führung aufgenommen werden und das Zufahrtsicherungssignal erst anschließend dunkelgeschaltet werden kann. Somit zeigt das vorige Signal als Fahrtbegriff systembedingt stets das Signalbild Ks 2 („Halt erwarten“), worauf eine Bremsung einzuleiten ist, die erst nach Dunkelschaltung des Zufahrtsicherungssignals wieder aufgehoben werden kann.
Um dies zu verhindern, wird empfohlen, das Vorsignal des Zufahrtsicherungssignals nicht mit dem vorhergehenden ETCS-Grenzsignal zu kombinieren. Dies ist auf den beiden Coburger Kurven jedoch aus Platzgründen nicht möglich. Während die Verbindungskurven vom ETCS-fähigen elektronischen Stellwerk der Neubaustrecke gesteuert werden, werden die anschließenden Bestandsstrecken aus nicht ETCS-fähigen Bestandsstellwerken gesteuert. Ein früherer Wechsel in die ETCS-Führung ist damit nicht möglich.
Auf der Schnellfahrstrecke Wendlingen–Ulm tritt derselbe Effekt beim ETCS-Einstieg in Ulm auf, wo das ETCS-Grenzsignal gleichzeitig das Vorsignal für das Zufahrtsicherungssignal ist. Zwischen der Vorbeifahrt am Grenzsignal und der Verlängerung der Fahrterlaubnis über das Zufahrtsicherungssignal hinaus liegen etwa zwölf Sekunden. Damit kommt es zu einer Fahrzeitverlängerung von rund vier Zehntelminuten bzw. rund 24 Sekunden. Im Digitalen Knoten Stuttgart erfolgt der ETCS-Einstieg grundsätzlich zwei Hauptsignale vor dem Zufahrtsicherungssignal, in Sonderfällen drei. Damit wird ein ETCS-Einstieg unter hohen Leistungsanforderungen gewährleistet.
Wenn möglich, sollen Zufahrtsicherungssignale so geplant werden, dass ein vor dem Signal gestellter Zug umfahren werden kann. Im Digitalen Knoten Stuttgart sowie auf der Schnellfahrstrecke Wendlingen–Ulm sollen auch eine „dispositive Zufahrtsicherung“ im Zulauf auf Zufahrtsicherungssignale zum Einsatz kommen, um Züge mit (zum Beispiel aufgrund starker Messfehler der Odometrie) voraussichtlich nicht ordnungsgemäß funktionsfähiger ETCS-Fahrzeugausrüstung bereits frühzeitig stellen zu können, bevor ein Zufahrtsicherungssignal erreicht wird. Dazu wird der Funkaufbau im Digitalen Knoten Stuttgart bereits etwa 10 bis 15 Minuten vor dem Hauptbahnhof Stuttgart kommandiert, um gestörte Fahrzeuggeräte rechtzeitig zu erkennen und dispositive Maßnahmen vor der letzten, in den L2oS-Bereich führenden Weiche ergreifen zu können. Die in der ETCS-Zentrale auflaufenden Zugdaten sollen durch die Dispositive Zufahrtsicherung gegen Daten aus dem Leitsystem LeiDis verglichen werden. Das System ist als dispositives, nicht sicherheitsrelevantes System konzipiert und ergänzt die (sicherheitsrelevante) Zufahrtsicherung mit Zufahrtsicherungssignalen. Es soll insbesondere für ETCS-Einstiege, wo die letzte Weiche vor dem L2oS-Bereich liegt und eine umfassende Ausdehnung des DSTW-Bereichs zunächst zu aufwendig gewesen wäre, als Früherkennungssystem dienen. Die Funktion soll im DKS ab 2026 zur Verfügung stehen.
Durch die für die Schnellfahrstrecke Wendlingen–Ulm als betriebliches Verfahren (mit Eintrag im Buchfahrplan und Prüfung des Funkaufbaus durch den Triebfahrzeugführer) umgesetzte Dispositive Zufahrtsicherung wurden im ersten Betriebsjahr keine gestörten Züge vor Einfahrt in die Strecke erkannt.
Die Dunkelschaltung von Zufahrtsicherungssignalen ist mit zusätzlichen technischen Laufzeiten verbunden, die zu einer verminderten Leistungsfähigkeit der Infrastruktur führen.
Im Westkopf des Hauptbahnhofs Erfurt wird über einzelne Zufahrtsicherungssignale mittels Sperrsignal rangiert.
Der Begriff des Zufahrtsicherungssignals wurde mit Wirkung ab Dezember 2015 in die Fahrdienstvorschrift (Richtlinie 408) aufgenommen.
- Zufahrtsicherungssignal Dörfles-Esbach, haltzeigend
- Dunkelgeschaltet vor Zugfahrt
- Dunkelgeschaltet während der Zugfahrt

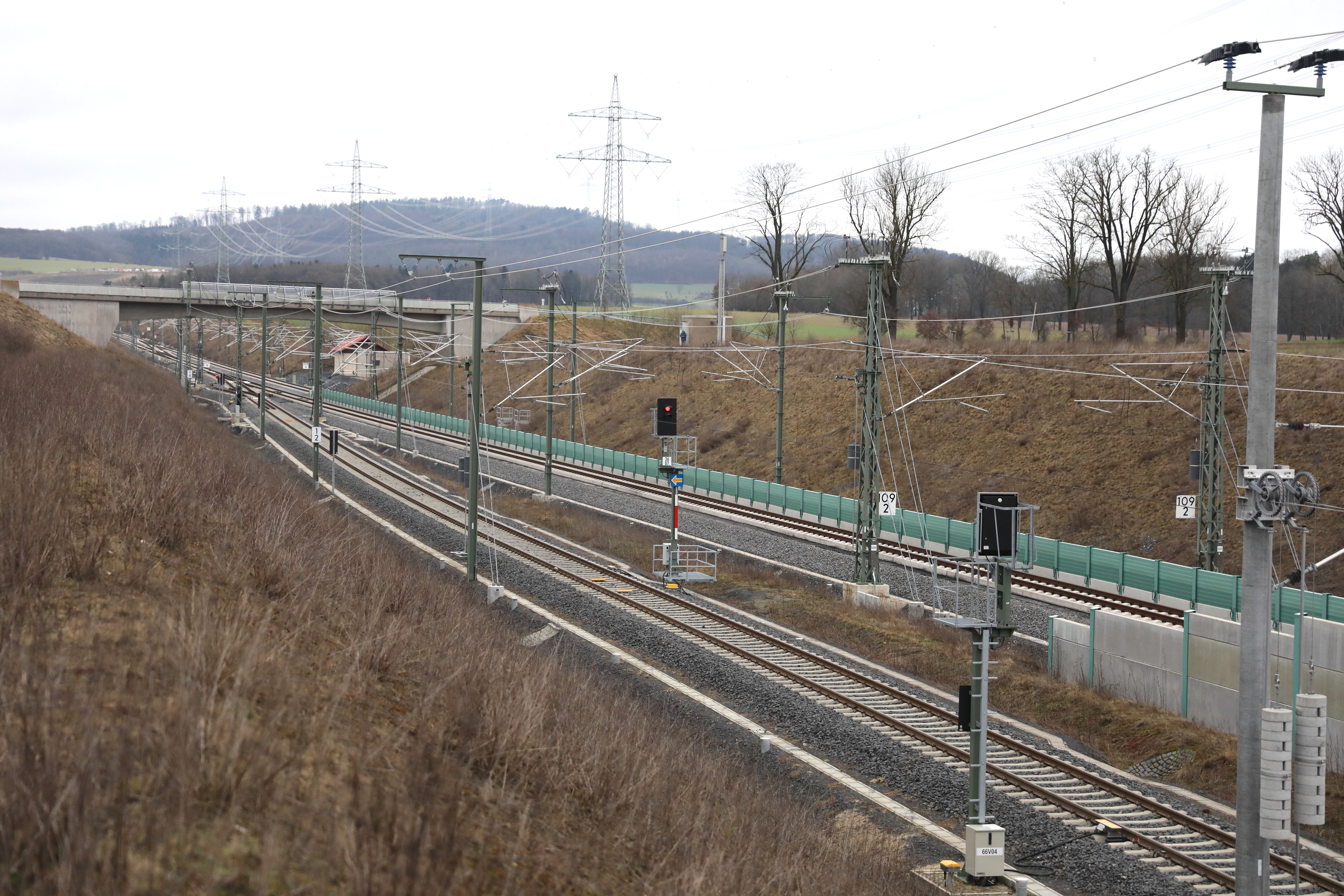
Zufahrtsicherungssignal Dörfles-Esbach, haltzeigend
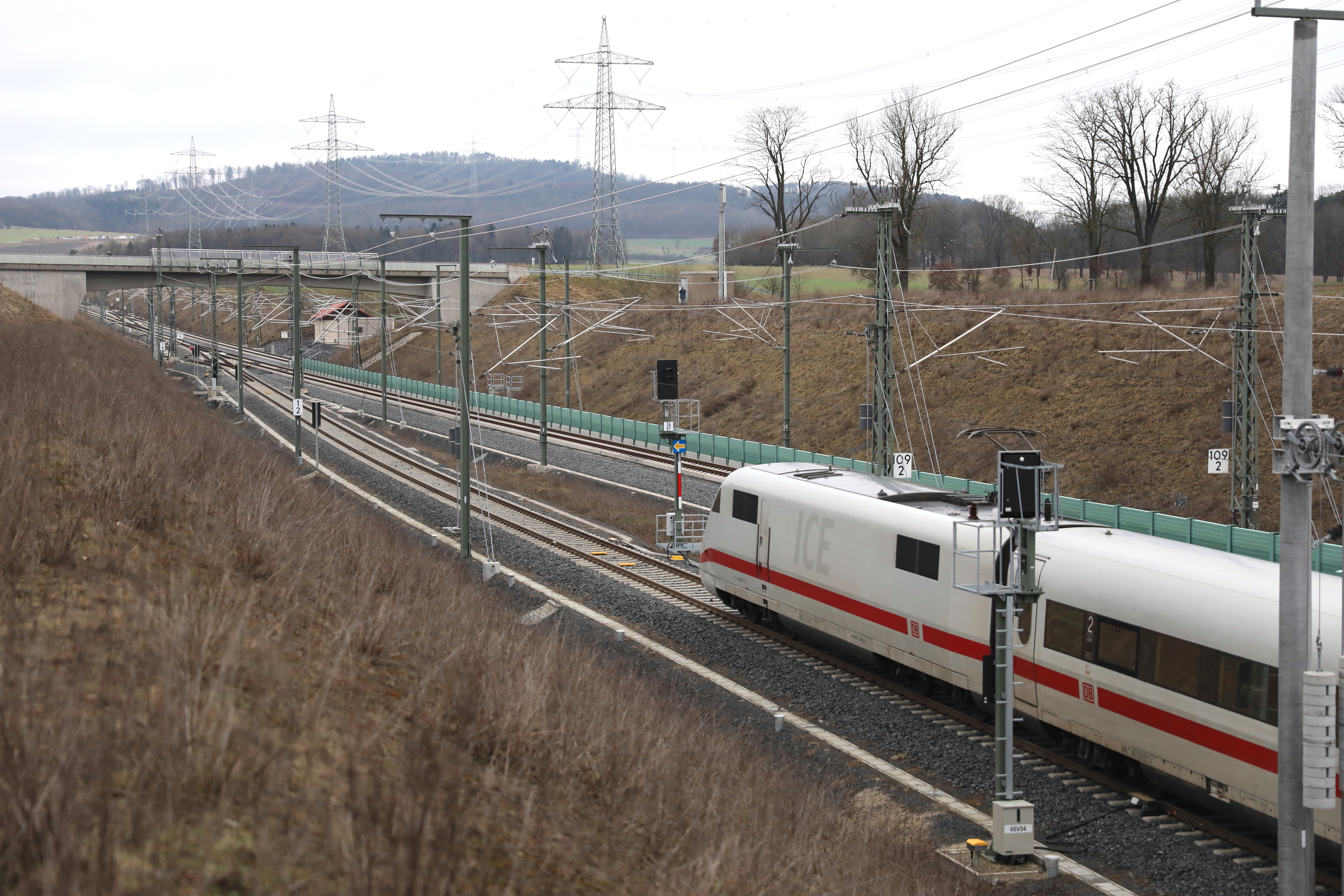
Dunkelgeschaltet vor Zugfahrt
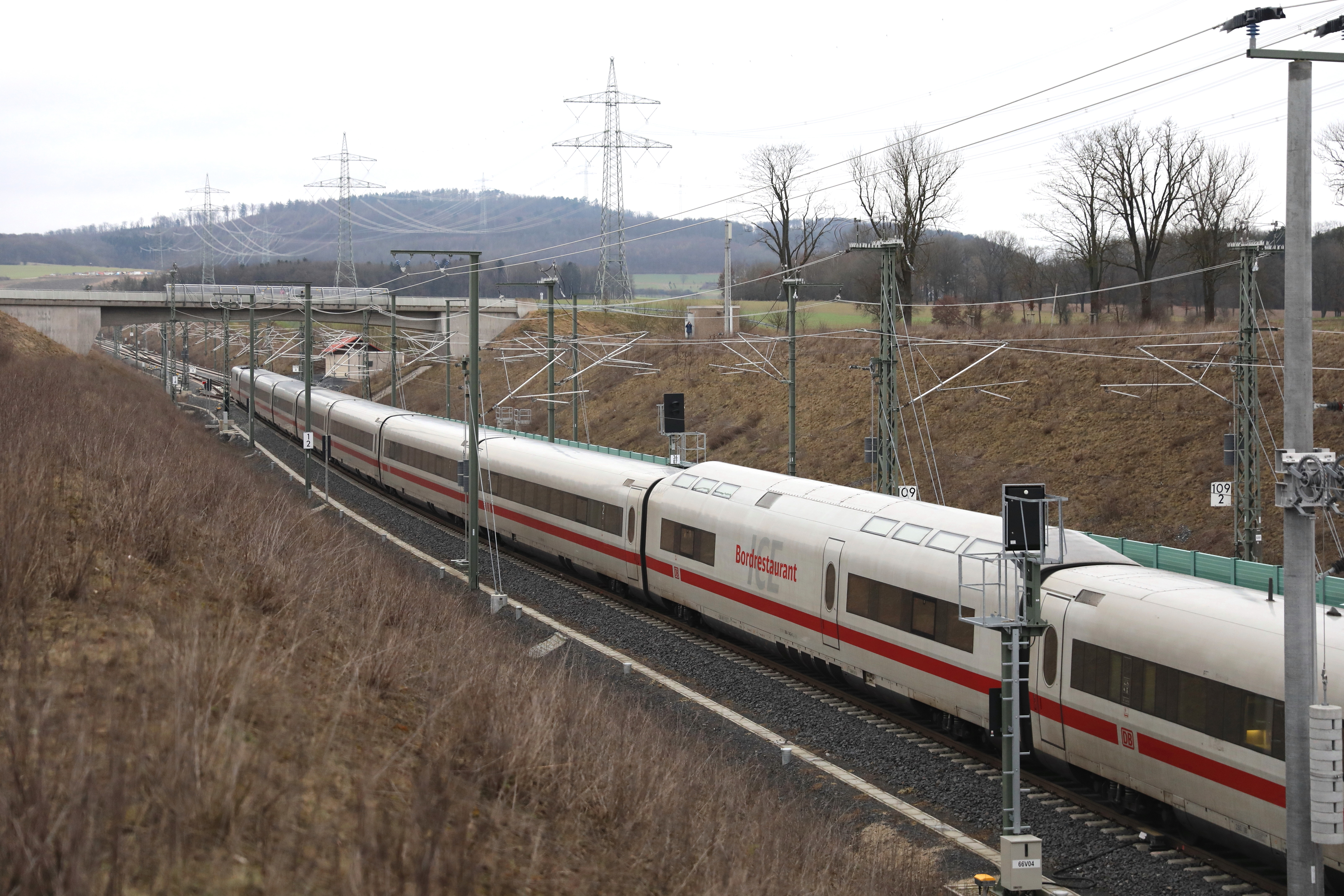
Dunkelgeschaltet während der Zugfahrt
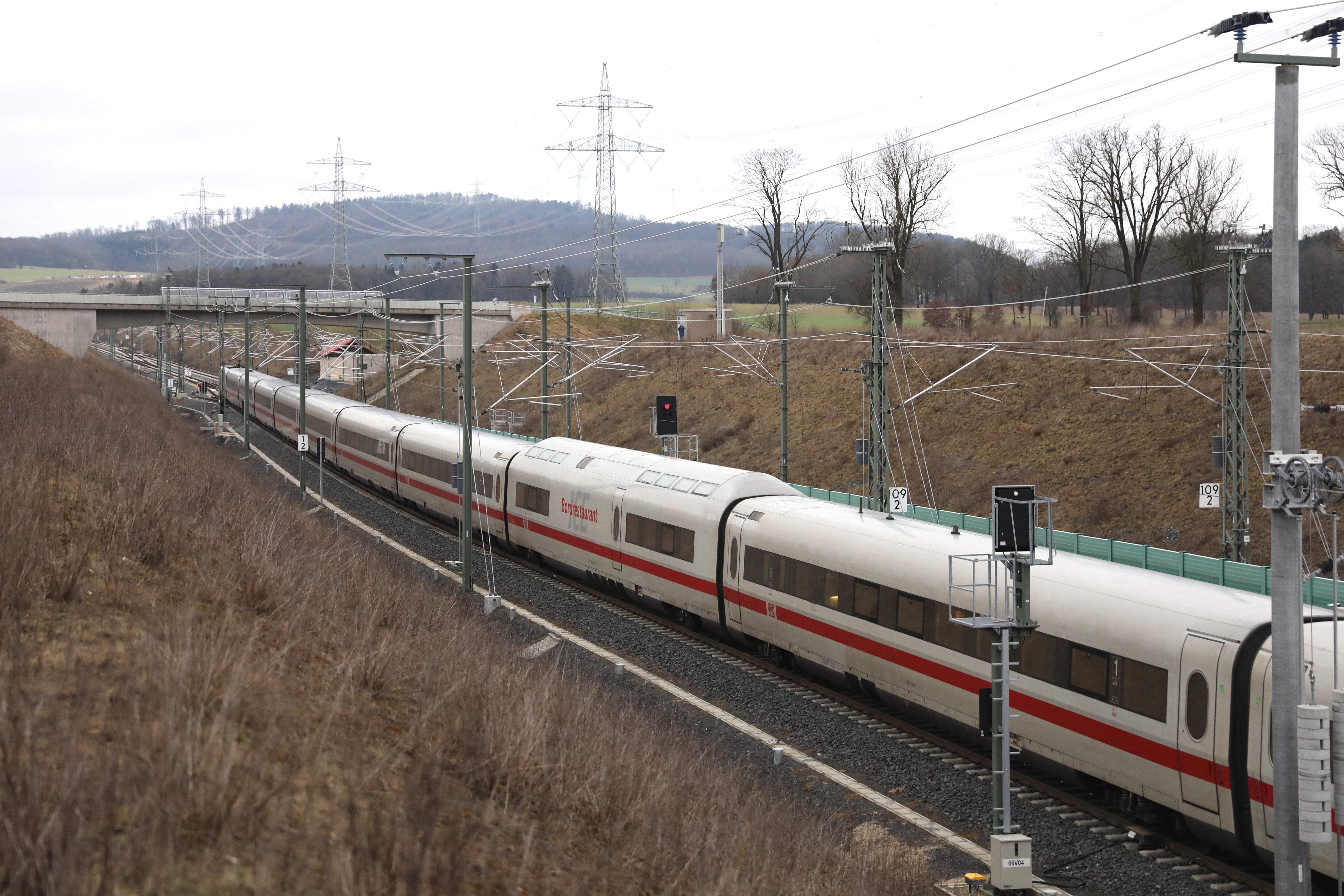
Wieder in Haltstellung

## Situation in anderen Ländern
Großbritannien
In Großbritannien werden Zufahrtsicherungssignale als transition protecting signal bezeichnet.
Österreich
In Österreich werden die Begriffe ETCS-Einfahrsperre und ETCS-Einfahrverhinderung verwendet.
Die Einfahrsperre besteht aus einem ständig wirksamen 2000-Hz-PZB-Magnet zwischen dem ETCS-Trennsignal, das ist das letzte Signal vor jener Fahrwegverzweigung, bei der ein Fahrweg Richtung ETCS-Strecke ohne Streckensignale führt, und dem ersten ETCS-Stop Marker. Der Abstand zwischen der Einfahrsperre und dem ersten Stop Marker entspricht dem Schnellbremsweg aus der maximal signalisierten Geschwindigkeit.
Die Einfahrverhinderung arbeitet zusammen mit dem Leitsystem ARAMIS und verhindert bei aktiver automatischer Zuglenkung ein Freistellen des ETCS-Trennsignals. Vor dem Anstoß der Automatik wird eine korrekte Anmeldung bei der ETCS-Streckenzentrale überprüft und das Signal bleibt gegebenenfalls in Haltstellung. Sollte die Fahrstraße durch den Fahrdienstleiter dennoch in Richtung ETCS-Strecke ohne Streckensignale gestellt werden und der Zug ist nicht korrekt an der Streckenzentrale angemeldet, greift die Einfahrsperre und der Zug wird zum Stillstand gebracht. Verläuft die ETCS-Anmeldung problemlos, ist die 2000-Hz-PZB-Beeinflussung am führenden Fahrzeug wirkungslos.